# 奈良県道258号中奥白川渡線
奈良県道258号中奥白川渡線（ならけんどう258ごう なかおくしらかわどせん）は、奈良県吉野郡川上村を通る一般県道である。

## 概要
吉野郡川上村大字中奥から吉野郡川上村大字白川渡に至る。

### 路線データ
- 起点：吉野郡川上村大字中奥
- 終点：吉野郡川上村大字白川渡（国道169号交点）

## 路線状況

### 道路施設

#### 橋梁
- 初王子橋（中奥川、吉野郡川上村）
- 鍬の瀬橋（紀の川、吉野郡川上村）

## 地理

### 通過する自治体
- 奈良県
  - 吉野郡川上村

### 交差する道路
| 交差する道路 | 交差する場所 | 交差する場所 |
| ------------ | ------------ | ------------ |
| 国道169号    | 大字白川渡   | 終点         |

### 沿線
- 紀の川